# Ruben Querinjean
Ruben Querinjean (* 22. Dezember 2001) ist ein luxemburgischer Leichtathlet, der sich auf den Hindernislauf spezialisiert hat und aktuell Inhaber des Landesrekordes über 3000 m Hindernis ist.

## Sportliche Laufbahn
Erste internationale Erfahrungen sammelte Ruben Querinjean im Jahr 2021, als er bei den U23-Europameisterschaften in Tallinn mit 3:46,31 min in der Vorrunde im 1500-Meter-Lauf ausschied. Im Dezember gewann er bei den Crosslauf-Europameisterschaften in Dublin nach 24:36 min die Bronzemedaille im U23-Rennen hinter dem Briten Charles Hicks und Darragh McElhinney aus Irland. 2024 schied er bei den Europameisterschaften in Rom mit 8:29,07 min im Vorlauf über 3000 m Hindernis aus und anschließend verpasste er bei den Olympischen Sommerspielen in Paris mit 8:27,97 min den Finaleinzug. Im Dezember wurde er bei den Crosslauf-Europameisterschaften in Antalya nach 23:06 min 24. im Einzelrennen. Im Jahr darauf wurde er bei den erstmals ausgetragenen Straßenlauf-Europameisterschaften 2025 in Löwen in 29:09 min 32. im 10-km-Straßenlauf. Im Juli siegte er bei den World University Games in Bochum mit neuem Spielerekord von 8:18,46 min.
In den Jahren 2022 und 2024 wurde Querinjean luxemburgischer Meister im 3000-Meter-Hindernislauf sowie 2023 auch im 10-km-Straßenlauf.

## Persönliche Bestleistungen
- 1500 Meter: 3:34,92 min, 16. Juli 2025 in Lüttich
- 3000 Meter: 7:53,60 min, 6. August 2022 in Löwen
- 10-km-Straßenlauf: 28:25 min, 16. März 2025 in Lille (Landesrekord)
- 3000 m Hindernis: 8:14,33 min, 17. Juni 2025 in Turku (Landesrekord)